# Elecciones parlamentarias de Sri Lanka de 2024
Las elecciones parlamentarias de Sri Lanka de 2024 se realizaron en el mencionado país el 14 de noviembre del mismo año, para elegir a los 225 miembros del Parlamento. El 16º Parlamento de Sri Lanka se disolvió el 24 de septiembre de 2024. La presentación de candidaturas para las elecciones comenzó el 4 de octubre y concluyó el 11 de octubre de 2024 a las 12:00. 
El resultado de las elecciones fue una victoria aplastante para la coalición de izquierdas del Poder Popular Nacional, liderada por el recientemente elegido presidente Anura Kumara Dissanayake. El PNP ganó 159 escaños, más que cualquier otro partido político de Sri Lanka en la historia, la segunda proporción más alta de escaños en la historia de la nación, y ganó todos los distritos excepto Batticaloa. Estas fueron las primeras elecciones desde 1977 en las que un solo partido logró una mayoría calificada y la primera vez que el distrito de Jaffna fue ganado por un partido político no tamil. En estas elecciones también se registró un récord en la representación de las mujeres, con 21 parlamentarias elegidas, la más alta en la historia parlamentaria de Sri Lanka y un número récord de más de 150 parlamentarios que se presentan por primera vez.

## Antecedentes
La Alianza para la Libertad del Pueblo de Sri Lanka (SLPFA), liderada por Mahinda Rajapaksa, obtuvo una amplia mayoría en las elecciones parlamentarias de 2020. Durante su mandato, el gobierno del presidente Gotabaya Rajapaksa y el Primer Ministro Mahinda Rajapaksa enfrentó múltiples crisis, incluida la pandemia de COVID-19 y una crisis económica, que culminó en protestas y la crisis política.
Estos acontecimientos llevaron a que Gotabaya Rajapaksa huyera del país y dimitiera como presidente, y a que Mahinda Rajapaksa también dimitiera como primer ministro. Ranil Wickremesinghe fue designado primero como primer ministro y luego se convirtió en presidente interino tras la renuncia de Gotabaya Rajapaksa. En una votación parlamentaria celebrada el 20 de julio de 2022, Wickremesinghe fue elegido noveno presidente de Sri Lanka, con la tarea de completar el resto del mandato de Rajapaksa.
En las elecciones presidenciales de 2024 celebradas el 21 de septiembre de 2024, Anura Kumara Dissanayake derrotó a sus principales rivales, el líder de la oposición Sajith Premadasa y al incumbente presidente Ranil Wickremesinghe, para convertirse en el décimo presidente de Sri Lanka.
Según la Ley de Elecciones Parlamentarias, Nº 1 de 1981, aunque el parlamento de Sri Lanka tiene un mandato de cinco años, el presidente puede disolverlo después de dos años y seis meses desde su primera reunión o tras recibir una resolución del parlamento. A pesar de que el 16º parlamento estaba previsto que terminara en agosto de 2025, el presidente Dissanayake, en ejercicio de sus poderes constitucionales y cumpliendo una promesa electoral, disolvió el parlamento anticipadamente el 24 de septiembre de 2024.

## Sistema electoral
El Parlamento tiene 225 miembros elegidos por un período de cinco años. 196 miembros son elegidos en 22 distritos electorales de varios escaños mediante un sistema de lista abierta representación proporcional con un umbral electoral del 5%; los votantes pueden clasificar hasta tres candidatos en la lista del partido por el que votan.Los otros 29 escaños se eligen a partir de una lista nacional, cuyos miembros son designados por los secretarios del partido y los escaños se asignan de acuerdo con el voto proporcional que obtiene el partido en toda la isla.
Toda proclamación de disolución del parlamento debe publicarse en el diario Sri Lanka Gazette y debe especificar el período de nominación y la fecha de la elección. La primera reunión del nuevo parlamento debe tener lugar dentro de los tres meses siguientes a la disolución del parlamento anterior.

## Resultados
| Partido                                | Partido                                  | Votos      | %      | Escaños | +/–         |
| -------------------------------------- | ---------------------------------------- | ---------- | ------ | ------- | ----------- |
|                                        | Poder Popular Nacional                   | 6,863,186  | 61.56  | 159     | 156         |
|                                        | Poder Popular Unido                      | 1,968,716  | 17.66  | 40      | 14          |
|                                        | Nuevo Frente Democrático                 | 500,835    | 4.49   | 5       | 5           |
|                                        | Frente Popular de Sri Lanka              | 350,429    | 3.14   | 3       | 97          |
|                                        | Partido Estado Tamil de Sri Lanka        | 257,813    | 2.31   | 8       | 8           |
|                                        | Mawbima Janatha Pakshaya                 | 178,006    | 1.60   | 1       | 1           |
|                                        | Congreso Musulmán de Sri Lanka           | 87,038     | 0.78   | 3       | 2           |
|                                        | Voz Democrática Unida                    | 83,488     | 0.75   | 0       | Nuevo       |
|                                        | Partido Nacional Unido                   | 66,234     | 0.59   | 1       | Sin cambios |
|                                        | Alianza Nacional Democrática Tamil       | 65,382     | 0.59   | 1       | Nuevo       |
|                                        | Frente de Izquierda Democrática          | 50,836     | 0.46   | 0       | Sin cambios |
|                                        | Alianza Nacional Democrática             | 45,419     | 0.41   | 0       | Nuevo       |
|                                        | All Ceylon Tamil Congress                | 39,894     | 0.36   | 1       | Sin cambios |
|                                        | Tigres de Liberación del Pueblo Tamil    | 34,440     | 0.31   | 0       | 1           |
|                                        | Congreso Popular de Todos los Ceilaneses | 33,911     | 0.30   | 1       | Sin cambios |
|                                        | Jaffna – Grupo Independiente 17          | 30,637     | 0.27   | 1       | 1           |
|                                        | Alianza de Lucha Popular                 | 29,611     | 0.27   | 0       | Sin cambios |
|                                        | Partido Democrático Popular de Eelam     | 28,985     | 0.26   | 0       | 2           |
|                                        | Frente Democrático Nacional              | 25,444     | 0.23   | 0       | Sin cambios |
|                                        | Alianza Nacional Unida                   | 22,548     | 0.20   | 0       | Nuevo       |
|                                        | Partido Laborista de Sri Lanka           | 17,710     | 0.16   | 1       | 1           |
|                                        | Devana Parapura                          | 16,950     | 0.15   | 0       | Nuevo       |
|                                        | Consejo del Pueblo Tamil                 | 13,295     | 0.12   | 0       | Nuevo       |
|                                        | Jana Setha Peramuna                      | 12,743     | 0.11   | 0       | Sin cambios |
|                                        | Frente Nacional para el Buen Gobierno    | 8,447      | 0.08   | 0       | Nuevo       |
|                                        | Frente Nacional Unido por la Libertad    | 7,796      | 0.07   | 0       | Nuevo       |
|                                        | Alianza del Pueblo Arunalu               | 7,666      | 0.07   | 0       | Nuevo       |
|                                        | Nuevo Frente Independiente               | 7,182      | 0.06   | 0       | Nuevo       |
|                                        | Partido Nacional del Pueblo              | 6,307      | 0.06   | 0       | Sin cambios |
|                                        | Nuestro Poder del Partido Popular        | 6,043      | 0.05   | 0       | 1           |
|                                        | Frente Unido de Liberación Tamil         | 5,061      | 0.05   | 0       | Sin cambios |
|                                        | Frente Nacional Unido Democrático        | 4,480      | 0.04   | 0       | Sin cambios |
|                                        | Partido Samabima                         | 4,449      | 0.04   | 0       | Nuevo       |
|                                        | Poder Popular Patriótico                 | 3,985      | 0.04   | 0       | Nuevo       |
|                                        | Frente Democrático Eros                  | 2,865      | 0.03   | 0       | Nuevo       |
|                                        | Alianza de Unidad Democrática            | 2,198      | 0.02   | 0       | Sin cambios |
|                                        | Partido Socialista de Sri Lanka          | 2,087      | 0.02   | 0       | Sin cambios |
|                                        | Jathika Sangwardhena Peramuna            | 1,920      | 0.02   | 0       | Sin cambios |
|                                        | Partido Socialista Unido                 | 1,838      | 0.02   | 0       | Sin cambios |
|                                        | Partido Socialista por la Igualdad       | 864        | 0.01   | 0       | Sin cambios |
|                                        | Frente Popular de la Libertad            | 841        | 0.01   | 0       | Nuevo       |
|                                        | Alianza Unida por la Paz                 | 822        | 0.01   | 0       | Sin cambios |
|                                        | Partido Lanka Janata                     | 759        | 0.01   | 0       | Nuevo       |
|                                        | Eksath Lanka Podujana Pakshaya           | 659        | 0.01   | 0       | Nuevo       |
|                                        | Partido Liberal Democrático              | 635        | 0.01   | 0       | Nuevo       |
|                                        | Partido de la Libertad de Nueva Lanka    | 601        | 0.01   | 0       | Nuevo       |
|                                        | Partido Nueva Sociedad Igualitaria       | 491        | 0.00   | 0       | Nuevo       |
|                                        | Akhila Ilankai Tamil Mahasabha           | 450        | 0.00   | 0       | Sin cambios |
|                                        | Partido Democrático                      | 283        | 0.00   | 0       | Nuevo       |
|                                        | Sri Lanka Mahajana Pakshaya              | 269        | 0.00   | 0       | Nuevo       |
|                                        | Independientes                           | 245,458    | 2.20   | 0       | Sin cambios |
| Votos válidos totales                  | Votos válidos totales                    | 11,148,006 | 94.35  | –       | –           |
| Votos nulos/en blanco                  | Votos nulos/en blanco                    | 667,240    | 5.65   | –       | –           |
| Total                                  | Total                                    | 11,815,246 | 100.00 | 225     | –           |
| Votantes registrados/participación     | Votantes registrados/participación       | 17,140,354 | 68.93  | –       | –           |
| Fuente:Comisión Electoral de Sri Lanka |                                          |            |        |         |             |

## Secuelas
El resultado de las elecciones fue una victoria aplastante para la coalición de izquierdas del Poder Popular Nacional liderada por el Presidente recientemente elegido Anura Kumara Dissanayake. El NPP obtuvo 159 escaños, más que cualquier otro partido político de Sri Lanka en la historia, la segunda proporción más alta de escaños en la historia de la nación, y ganó todos los distritos excepto Batticaloa. Esta fue la primera elección desde las elecciones parlamentarias de Sri Lanka de 1977 en las que un solo partido logró una supermayoría y la primera vez que un partido político no tamil ganó el distrito electoral de Jaffna.
El presidente Dissanayake agradeció a los votantes por el desempeño del NPP, calificándolo de "renacimiento". Tras haber obtenido una mayoría de más de dos tercios en el Parlamento, el NPP ahora tiene el poder de enmendar la Constitución de Sri Lanka, habiendo hecho varias promesas de hacerlo durante la campaña.